# Eupherusa
Eupherusa é um género de beija-flor da família Trochilidae.
Este género contém as seguintes espécies:
- Eupherusa cyanophrys Rowley e Orr, 1964
- Eupherusa eximia (Delattre, 1843)
- Eupherusa nigriventris Lawrence, 1868
- Eupherusa poliocerca Elliot, 1871